# تک‌آرت

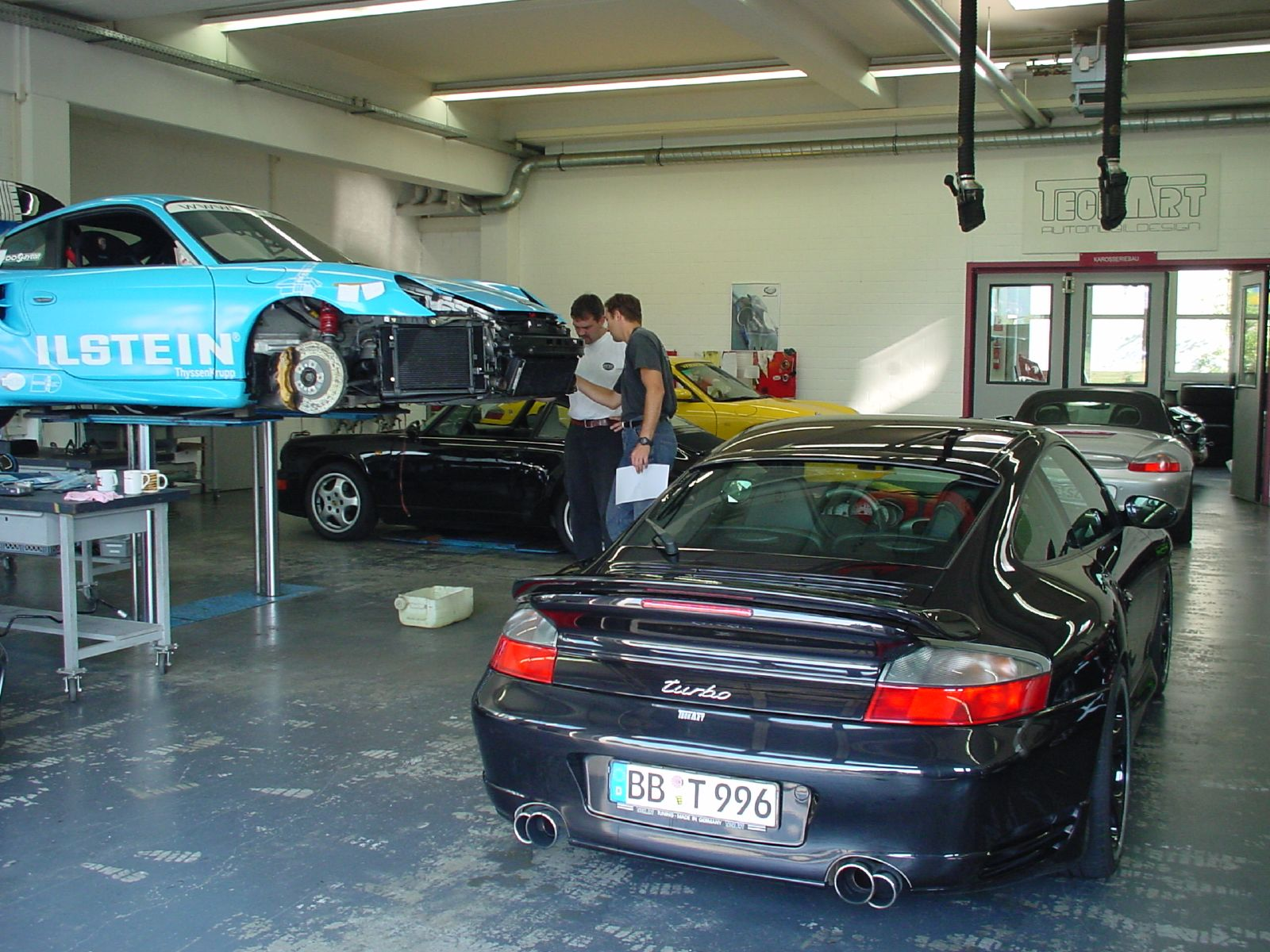
کارگاه تک آرت

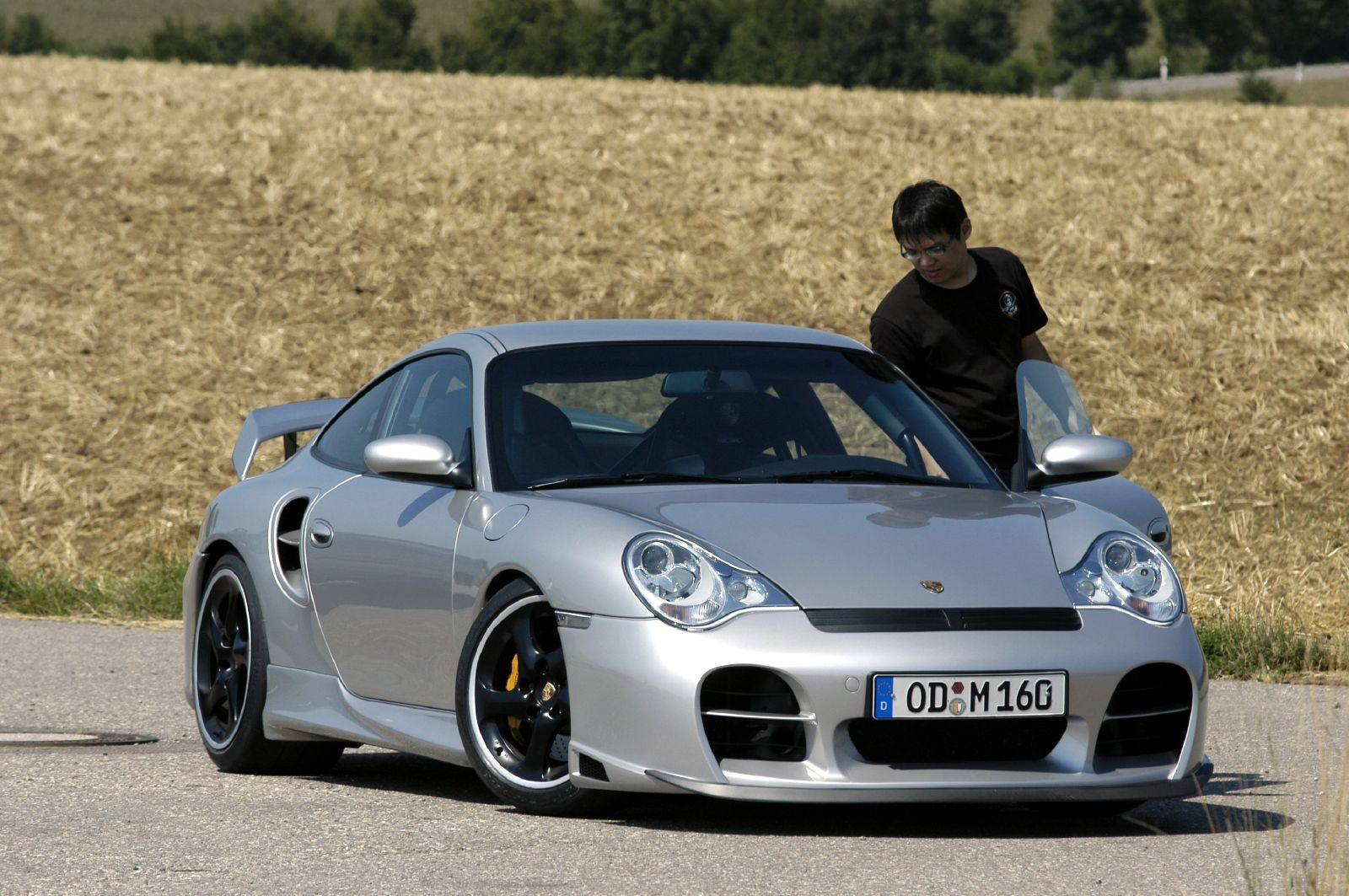
تک آرت جی‌تی استریت کوپه

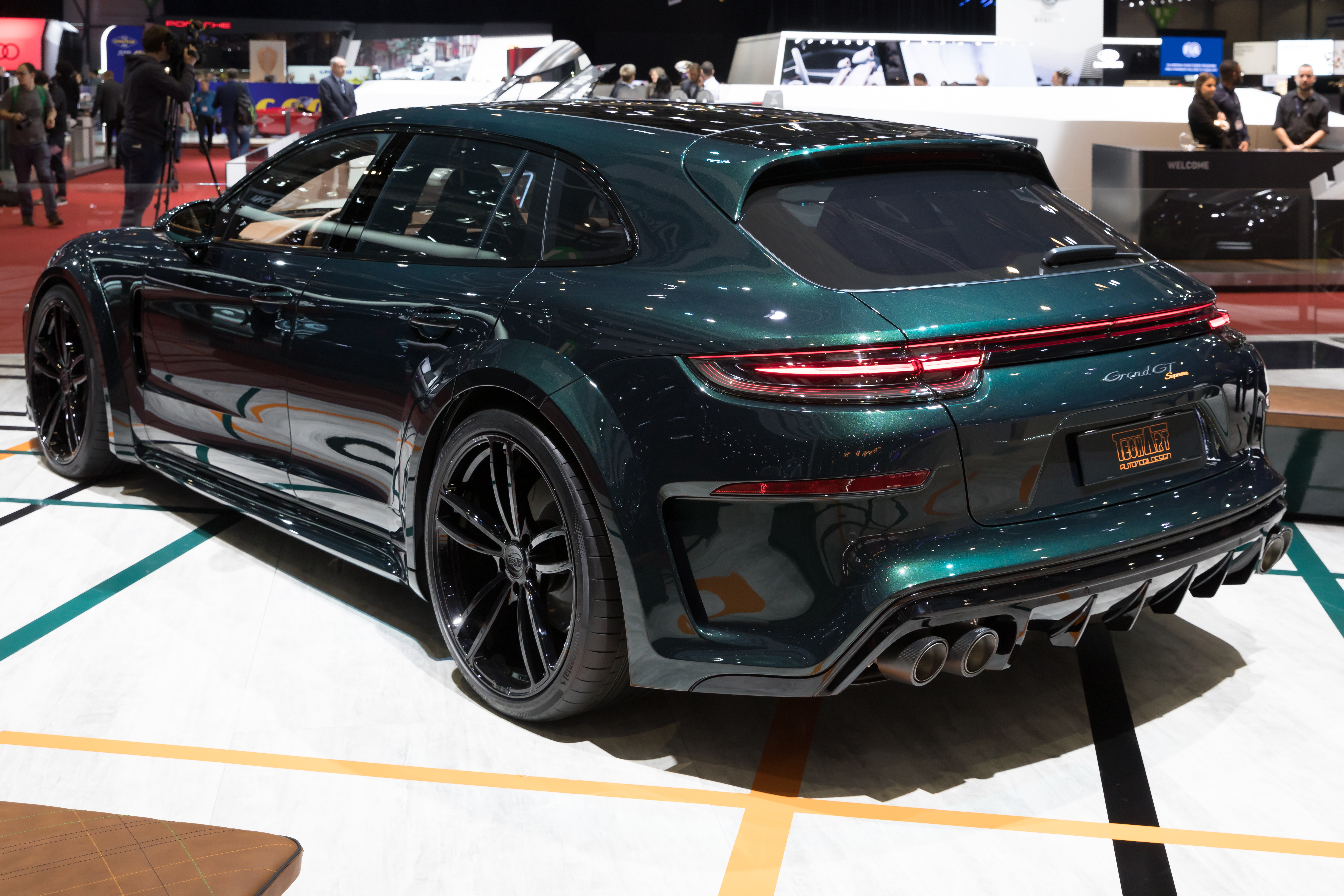
تک آرت جی‌تی (بر اساس پورشه پانامرا)

تک آرت یک تیونر اتومبیل آلمانی است که در تیون کردن پورشه‌ها تخصص دارد و کیت‌های تیون زیادی برای پورشه‌ها ارائه می‌دهد. این شرکت در سال ۱۹۸۷ توسط توماس برینگر و ماتیاس کراوس در فلباخ تأسیس شد و یک سال بعد دفتر مرکزی آن به لئونبرگ آلمان منتقل شد.
در ۱۰ مه ۲۰۰۸، تک آرت جی‌تی استریت آرسی (مبتنی بر پورشه ۹۱۱ جی‌تی۲)، رانده شده توسط یورگ هاردت، سریعترین زمان را در مسابقات سالانه جایزه بزرگ تورنر را ثبت کرد.

تک آرت در ایران
تک آرت از سال ۲۰۲۰ به طور رسمی وارد ایران شد و با سایت کارخونه قرارداد منعقد نمود و تمامی محصولات این شرکت از طریق سایت کارخونه ، قابل فروش شد همچنین پروژه های خاصی نظیر پورشه ماکان تک آرت توسط این نمایندگی در ایران انجام شد.